# بنی بناسی
بنی بناسی (به انگلیسی: benny benassi) دی‌جی و تهیّه‌کنندهٔ موسیقی الکتروهاوس ایتالیایی برندهٔ جایزه گرمی است. او بیش از هر چیز به‌خاطر ترانهٔ مشهورش "Satisfaction" شناخته می‌شود. در سال ۲۰۰۹ بنی بناسی با ۱۳ پلّه صعود در فهرست سالانهٔ صد دی‌جی برتر مجله دی‌جی در جایگاه ۲۶ام قرار گرفت. وی در سال ۲۰۱۲ در فهرست سالانهٔ صد دی‌جی برتر رتبه ۷۰ را از ان خود کرد.